# امانوئل امبولا
امانوئل امبولا (انگلیسی: Emmanuel Mbola؛ زادهٔ ۱۰ مهٔ ۱۹۹۳) بازیکن فوتبال اهل زامبیا است.

## باشگاهی
از باشگاه‌هایی که در آن بازی کرده‌است می‌توان به پورتو، پیونیک اشاره کرد.

## تیم ملی
وی همچنین در تیم ملی فوتبال زامبیا بازی کرده‌است. امبالا از سال ۲۰۰۸ تا کنون در ۵۴ بازی ملی حضور یافته‌است.

## دستاوردها
- جام استقلال ارمنستان به همراه باشگاه فوتبال پیونیک: ۲۰۰۹
- لیگ برتر فوتبال ارمنستان به همراه باشگاه فوتبال پیونیک: ۲۰۰۹